# IR Ishikawa Railway
IR Ishikawa Railway Co.,Ltd. (IRいしかわ鉄道株式会社, IR Ishikawa Tetsudō Kabushiki-gaisha) est une compagnie de transport de passagers qui exploite une ligne ferroviaire dans la préfecture d'Ishikawa au Japon. Son siège social se trouve dans la ville de Kanazawa. La préfecture d'Ishikawa est le principal actionnaire.

## Histoire
La compagnie a été fondée le 28 août 2012.
Le 14 mars 2015, à l'occasion de l'ouverture de la ligne Shinkansen Hokuriku, une partie de la ligne principale Hokuriku est transférée à d'autres compagnies. IR Ishikawa Railway récupère la section Kanazawa - Kurikara et la renomme ligne IR Ishikawa Railway. Le 16 mars 2024, la section Daishōji - Kanazawa de la ligne principale Hokuriku est transférée à la compagnie à la suite du prolongement de la ligne Shinkansen Hokuriku à Tsuruga.

## Lignes
La compagnie possède une seule ligne. Elle est issue de la ligne principale Hokuriku de la JR West.
| Ligne                     | Nom japonais     | Terminus            | Longueur (km) | Gares |
| ------------------------- | ---------------- | ------------------- | ------------- | ----- |
| Ligne IR Ishikawa Railway | IRいしかわ鉄道線 | Daishōji - Kurikara | 64,2          | 19    |

## Materiel roulant
La compagnie utilise des trains de série 521 qui appartenaient à l'origine à la JR West.

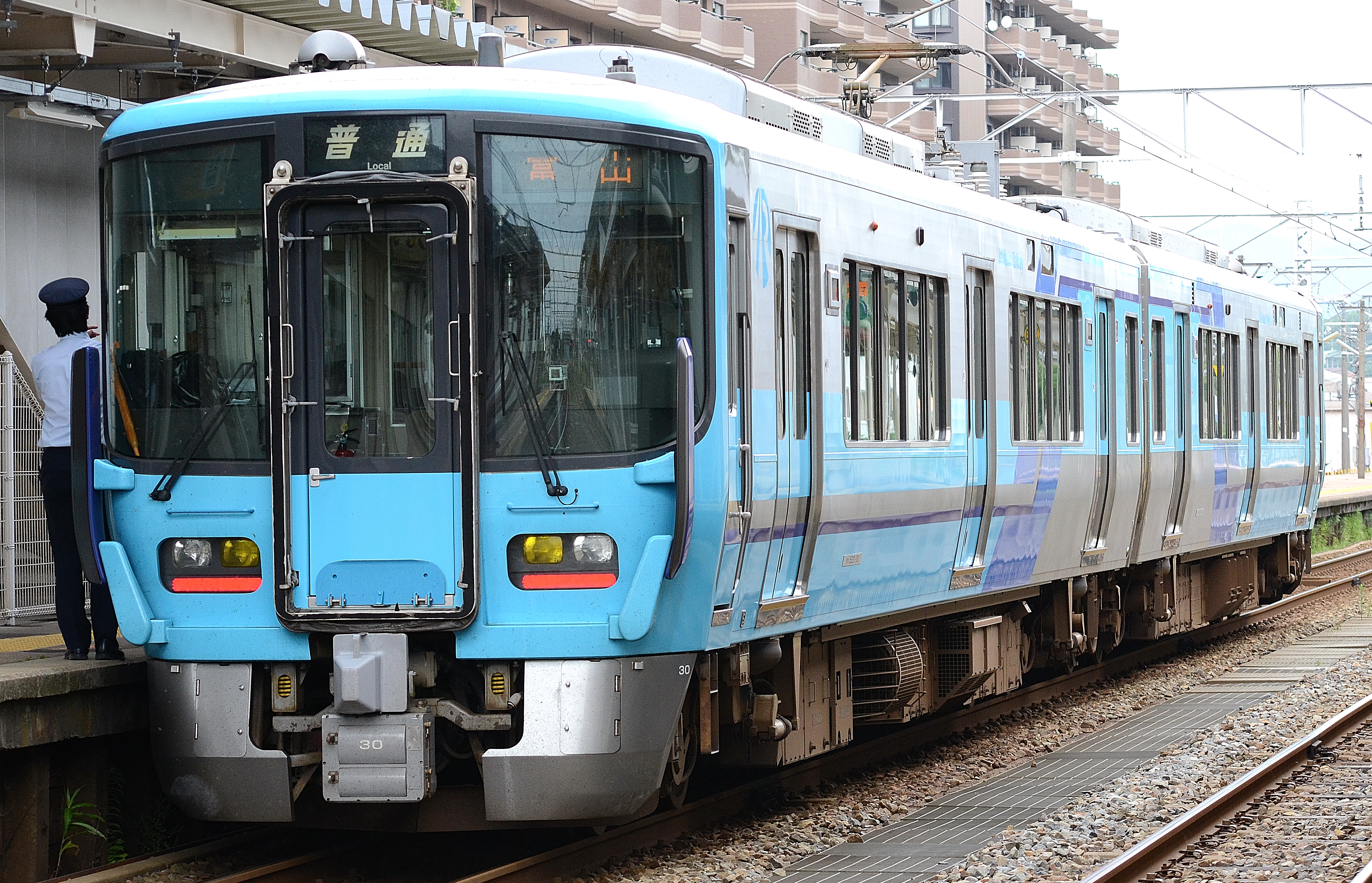
Série 521